# A3W-reaktor
A3W-reaktorn var en marinreaktor som användes av den amerikanska flottan för att generera el och driva krigsfartyg. Liksom alla operativa amerikanska marinreaktorer var den av typen tryckvattenreaktor (PWR). A3W-beteckningen står för:
- A = Flygplansbärarplattform (Aircraft carrier platform).
- 3 = Tredje generationens härd konstruerad av entreprenören.
- W = Westinghouse var den kontrakterade designern.

## Historia
Reaktorn var avsedd att användas ombord på USS John F. Kennedy. Denna design med fyra reaktorer var avsedd att minska kostnaderna för byggnation och drift, jämfört med Enterprise och dess åtta kärnreaktorer.
Tidigt i byggandet ändrade USA:s marinminister planerna för att spara pengar, och pannor för fossila bränslen installerades på Kennedy. Eftersom de utsprungliga planerna för fartyget inte inkluderade någon skorsten sticker skorstenen på Kennedy ut från fartyget i en vinkel.
Återgången till kärnkraft för hangarfartyg kom med Nimitz klassens A4W-reaktors design med två reaktorer per fartyg. Även om konfigurationen med endast två reaktorer, där varje enskild härd/reaktor ger en mycket större termisk effekt, är relativt billigare än tidigare konstruktioner, representerar kraftverket fortfarande ungefär hälften av fartygets totala kostnad.